# أفالون (فرنسا)
أفالون، (بالفرنسية: Avallon)، نطق (نطق: avalɔ̃)، هي مدينة فرنسية، وبلدية تقع في إقليم يون في [[بورغوني-فرانش كونته في وسط فرنسا.

## توأمة
لأفالون (فرنسا) اتفاقيات توأمة مع كل من:
- Pepinster [الإنجليزية]‏
- كوشم
- Tenterden [الإنجليزية]‏
- ساكو

## أعلام
- برنارد ماتيو